# Cutzamala de Pinzón
Cutzamala de Pinzón è una municipalità dello Stato di Guerrero, nel Messico centrale, il cui capoluogo è la città omonima.
La municipalità conta 21.388 abitanti (2010) e ha un'estensione di 1.336,76 km².
Il significato del nome della località in lingua nahuatl luogo dove si trovano i daini, mentre la seconda parte è dedicata al generale Eutimio Pinzón.